# Lynn Venable
Marilyn „Lynn” Venable (născută în iunie 1927) este o scriitoare americană.

## Biografie
Lynn Venable este din New Jersey. 
Venable s-a căsătorit la 18 ani și s-a mutat în Dallas, Texas. Prin 1988, a locuit în Walnut Creek, California . 
Din 2012, ea a locuit într-o comunitate de pensionari din El Cerrito, California⁠(d).

## Scrieri

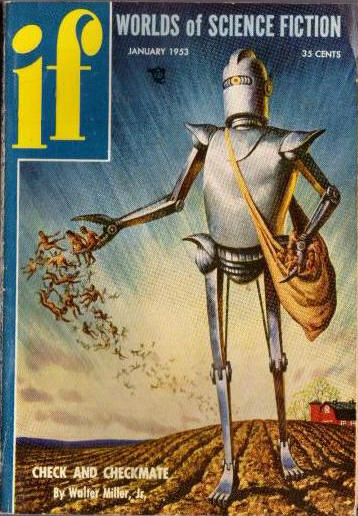
Povestirea „Time Enough at Last” a apărut prima dată în numărul din ianuarie 1953 al revistei If.

Povestirea scriitoarei Venable „Time Enough at Last” (If Magazine, 1953) a fost adaptată pentru televiziune ca un episod Zona crepusculară din 1959, cu Burgess Meredith în rol principal. Povestirea este frecvent publicată în antologii și discutată de cercetători, care menționează că a fost publicată în același an cu romanul lui Ray Bradbury, 451º Fahrenheit, și include teme similare despre lectură și cărți.
Printre alte povestiri ale sale se numără „Homesick” (Galaxy Science Fiction Magazine 1952), „Punishment Fit the Crime” (Other Worlds⁠(d) 1953), „The Missing Room” (Weird Tales 1953), „Doppelganger” (Mystic Magazine 1954), „Parry’s Paradox” (Authentic Science Fiction⁠(d) 1955) și „Grove of the Unborn” (Fantastic Universe 1957).
„Cineva m-a întrebat odată: „De ce scrii aceste lucruri? De ce îți place să te sperii?'”, a întrebat-o un reporter în 2012. „Am spus: „Nu mă sperii, îi sperii pe alții.’”